# Магдалена Сибілла Саксен-Вайссенфельська (1673—1726)
Магдалена Сибілла Саксен-Вайссенфельська (нім. Magdalena Sibylla von Sachsen-Weißenfels, 3 вересня 1673 — 28 листопада 1726) — принцеса Саксен-Вайссенфельська з Альбертинської лінії Веттінів, донька герцога Саксен-Вайссенфельсу Йоганна Адольфа I та саксен-альтенбурзької принцеси Йоганни Магдалени, дружина герцога Саксен-Айзенаху Йоганна Вільгельма.

## Біографія
Народилась 3 вересня 1673 року в Галле. Стала первістком в родині спадкоємного принца Саксен-Вайссенфельсу Йоганна Адольфа та його першої дружини Йоганни Магдалени Саксен-Альтенбурзької, з'явившись на світ на другий рік їхнього подружнього життя. Матері в той час було 17 років. Отримала своє ім'я на честь бабусі — герцогині Саксен-Альтенбурзької. Сімейство згодом поповнилося дев'ятьма молодшими дітьми, з яких шестеро досягли дорослого віку. Мешкала родина у новозбудованому Вайссенфельскому замку та маєтку Лангендорфа.
Влітку 1680 року батько став правлячим герцогом Саксен-Вайссенфельсу, й сім'я переїхала до замку Ной-Аугустенбург. Йоганн Адольф I був покровителем мистецтв, зокрема музики та образотворчого мистецтва. За його правління був збудований великий театр, в якому ставилися п'єси німецькою мовою. Займався благоустроєм столиці та герцогства загалом. Наказав перетворити сад навколо замку в бароковому стилі, зробивши його одним із найбільших у центральній Німеччині; видав кілька законів для попередження пожеж; провів водогін; сприяв мощенню доріг і вивезенню сміття. 
Матір займалася церковними та соціальними справами. Її не стало, коли доньці було 12 років. Батько у лютому 1692 року узяв другий морганатичний шлюб. У тому ж році двір знову переїхав до Лангендорфського маєтку через любов правителя до полювання. Йоганн Адольф пішов з життя у травні 1697 року.
Магдалена Сибілла взяла шлюб у 34 років із 41-річним герцогом Саксен-Айзенаху Йоганном Вільгельмом. Весілля відбулося 28 липня 1708 у Вайссенфельсі. Наречений був удівцем, за рік до цього він втратив другу дружину. Від попередніх шлюбів мав шестеро малолітніх дітей. У подружжя з'явилося троє спільних нащадків
За часів правління чоловіка Магдалени Сибілли Саксен-Айзенах переживав культурний підйом. Придворна капела перевершувала за якістю навіть оркестр Паризької опери.
Герцогиня пішла з життя 28 листопада 1726 року. Була похована у крипті в хорах церкви Святого Георга в Айзенаху.
За рік її удівець уклав четвертий шлюб, втім, у січні 1729 року сам пішов з життя.

## Родина

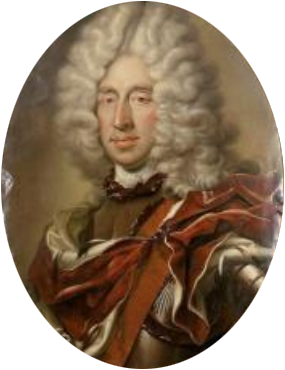
Йоганн Вільгельм у 1708 році

Чоловік —  Йоганн Вільгельм Саксен-Айзенаський
Діти:
- Йоганна Магдалена (1710—1711) — прожила півроку;
- Крістіана Вільгельміна (1711—1740) — дружина князя Нассау-Узінгену Карла, мала четверо дітей;
- Йоганн Вільгельм (28 січня—8 травня 1713) — прожив 3 місяці.